# Мамоновский сельский округ (Московская область)
Мамоновский сельский округ — упразднённая административно-территориальная единица, существовавшая на территории Одинцовского района Московской области в 1994—2006 годах.
Мамоновский сельсовет был образован в первые годы советской власти. По данным 1924 года он входил в состав Козловской волости Московского уезда Московской губернии.
В 1926 году Мамоновский с/с включал 1 населённый пункт — деревню Мамоново.
В 1929 году Мамоновский сельсовет вошёл в состав Кунцевского района Московского округа Московской области.
20 декабря 1938 года из административного подчинения посёлка Одинцово в Мамоновский с/с был передан сельский населённый пункт Одинцово.
14 июня 1954 года к Мамоновскому с/с был присоединён Измалковский с/с.
11 мая 1957 года из Мамоновского с/с в черту дачного посёлка Немчиновка было передано селение Трёхгорка.
28 июля 1960 года в связи с упразднением Кунцевского района Мамоновский с/с был передан в Красногорский район.
1 февраля 1963 года Красногорский район был упразднён и Мамоновский с/с вошёл в Звенигородский сельский район. 11 января 1965 года Мамоновский с/с был передан в новый Одинцовский район. Одновременно из Мамоновского с/с в черту города Одинцово были переданы сельский населённый пункт Одинцово, территория Баковского завода резиновых изделий с жилым посёлком этого завода и 6-й микрорайон Одинцова.
22 января 1965 года из Внуковского с/с Ленинского района в Мамоновский с/с были переданы селения Глазынино, Губкино и Лесные Поляны.
3 февраля 1994 года Мамоновский с/с был преобразован в Мамоновский сельский округ.
9 августа 2004 года в Мамоновский с/о был передан дачный посёлок Немчиновка, преобразованный при этом в село. Вместе с Немчиновкой в Мамоновский с/о были переданы селения Ромашково и Трёхгорка, находившиеся в его административном подчинении.
В ходе муниципальной реформы 2004—2005 годов Мамоновский сельский округ прекратил своё существование как муниципальная единица. При этом все его населённые пункты были переданы в городское поселение Одинцово.
29 ноября 2006 года Мамоновский сельский округ исключён из учётных данных административно-территориальных и территориальных единиц Московской области.